# Lambeth Walk

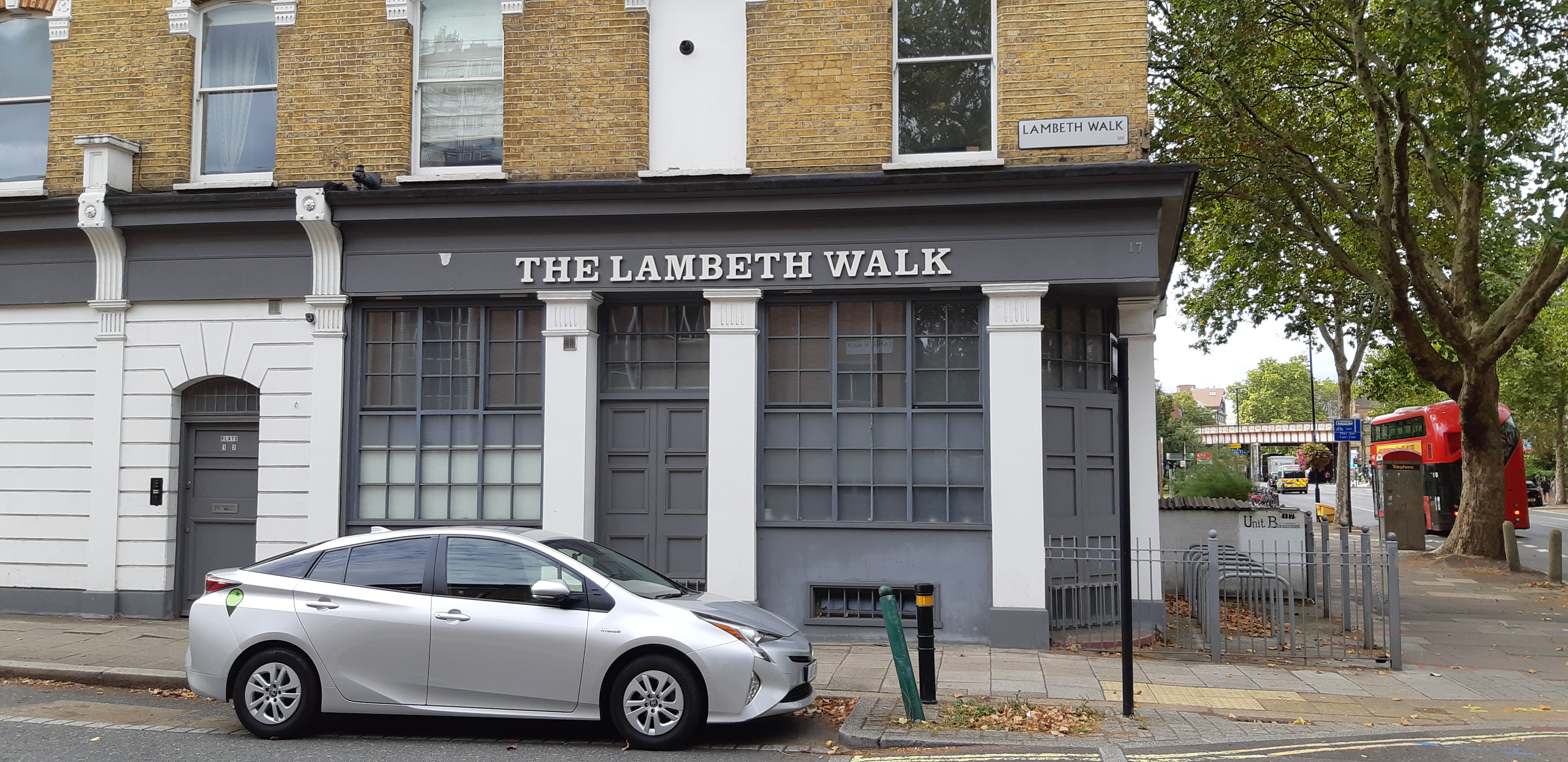
Lambeth Walk, die namensgebende Straße im Arbeiterviertel Lambeth in London (2019)

The Lambeth Walk ist  ein Lied aus dem Musical Me and My Girl nach einem Libretto von Douglas Furber (1885–1961) und L. Arthur Rose (1887–1958) und mit der Musik von Noel Gay (1898–1954), das 1937 im Victoria Palace Theatre in London seine Premiere hatte. Der Lambeth Walk wurde in der Uraufführung von dem Komiker Lupino Lane gesungen.
Der Name des Liedes bezieht sich auf den Lambeth Walk, eine Straße im Arbeiterviertel Lambeth in London, die in den 1930er Jahren wegen ihres Marktes und ihrer Cockney-Community bekannt war.
Refrain
Any time you’re Lambeth way
Any evening, any day,
You ’ll find us all
Doin’ the Lambeth walk.
Der außerordentlich populäre und erfolgreiche Song wurde in der Folge von unzähligen Sängern und Bands aus der Jazz- und der Popszene gespielt, gecovert und bearbeitet, u. a. von The Quintet of the Hot Club of France mit Django Reinhardt und Stéphane Grappelly sowie von Duke Ellington beide 1938, von Kurt Edelhagen und Orchester (1954), Frank Chacksfield and his Orchestra (1958), Chet Atkins (1960), Mr. Acker Bilk (1967), Norman Wisdom (1968), Dalida (1979), Max Raabe und sein Palast Orchester (1996), Wild Billy Childish & the Blackhands (2008) oder von Twiggy (2009).

## Rezeption
In den USA gelangten Song und Tanz schnell in die Programme teurer Nachtclubs und entwickelten sich von da aus zu einem landesweiten Hit. 1939 drehte Lupino Lane für die BBC den Film Me and My Girl, er selbst übernahm eine der Rollen und sang den Lambeth Song, die Musik spielten George Windeatt (1901–1959) und sein Orchester. Lupinos Performance im Film und die entsprechende Schallplatte trugen zur raschen Verbreitung des Songs in den USA und in Europa bei. In Italien wurde das Lied unter dem Titel Balliamo il passo Lambeth (1938), gesungen von Dino Di Luca (1903–1991) und dem Trio Lescano sehr populär.
Auch in den Berliner Swing-Szene, die während der Nazi-Zeit unerwünscht war, aber geduldet wurde, wurde der Song gespielt, er war nicht verboten. Adalbert Lutter arrangierte unter dem Titel Lamberts Nachtlokal eine deutschsprachige Fassung, Text Ralph Maria Siegel.
Franz Reizenstein, ein aus Deutschland stammender Komponist, der als Jude 1934 nach England emigriert war, schrieb sieben Variationen über den Lambeth Walk im Stil von Chopin, Verdi, Beethoven, Mozart, Schubert, Wagner und Liszt, die 1989 von seinem Schüler Philip Martin eingespielt und bei C.L. Continuum, Ltd. veröffentlicht wurden.
1941 erstellte Charles A. Ridley im Auftrag des British Ministry of Information einen 3-Minutenfilm, in dem er Ausschnitte aus Leni Riefenstahls Film Triumph des Willens so montierte, als tanzten die Soldaten zum Lambeth Walk, mit Hitler als Taktgeber. Der Film wurde kostenlos an verschiedene Verleiher vergeben, die ihn mit eigenen Kommentaren versahen und vor allem über Wochenschauen publizierten. Die Viennale in Wien zeigt den Film 2024 mit dem Kommentar, nur wenige Propagandaerzeugnisse seien effektiver gewesen, als Charles Ridleys vernichtende Zweckentfremdung der Bilder „[...] die die stolz marschierenden deutschen Soldaten zu einem britischen Swing lächerlich paradierenden lässt“.
Der Film wurde gezielt von dem britischen Propagandaministerium an verbündete Länder weitergegeben, die ihn nach Belieben mit neuen Titeln, bzw. neuem Vorspann zeigen durften: „Hoch der Lambeth Valk – A Laugh-Time Interlude“ (Pathe Gazette), „General Adolf Takes Over – by Intuition!“ (Graham Mc Namee für Universal Newsreel), „Germany Calling oder Panzer Ballet“ (Spectator Films) sowie „Schicklgruber/Schichlegruber Dancing the Lambeth Walk. Assisted by the Gestapo ‚Help-Cats‘“ (Leslie Winik für Official Films, USA). In den von den Nazis besetzten Ländern wurde der Film gelegentlich heimlich von Widerstandskämpfern in laufende Filmvorführungen eingespielt.
Len Lye drehte 1940 den Experimentalfilm Swinging the Lambeth Walk, in dem er farbige Zeichen direkt auf Zelluloid malte. Lye editierte in seinem Film eine Reihe verschiedener Jazz-Versionen der Musik, darunter von Django Reinhardt und Stéphane Grappelli, und kombinierte sie mit einer Vielzahl von farbigen, mit der Hand gemalten oder gekratzten Bildern.
In Der längste Tag (1962), ein Film über die alliierte Invasion in der Normandie, singen amerikanische Fallschirmspringer den Song auf ihrem Flug zur Operation Pegasusbrücke.
Eins der bekanntesten Fotos des englischen Fotografen Bill Brandt trägt den Titel „East End Girl Dancing the Lambeth Walk“. Das Schwarzweiß-Foto (Gelatine Silver Print) zeigt eine Gruppe von fröhlichen Schulkindern, die einer jungen Frau beim Tanzen auf der Straße zuschauen.